# The Final Fantasy Legend
The Final Fantasy Legend, ursprungligen släppt i Japan som Makai Toushi Sa・Ga är ett rollspel utvecklat och publicerat av Square för Game Boy. Det släpptes ursprungligen i Japan i december 1989 och Nordamerika i september 1990. Det är det första spelet i SaGa-serien och det första rollspelet för konsolen. Square översatte spelet till engelska för internationell release och döpte om det genom att koppla det till Final Fantasy-serien för att förbättra marknadsföringen. Sunsoft återsläppte spelet i Nordamerika 1998; Square följde med en Japan-exklusiv remake som släpptes för WonderSwan Color och mobiltelefoner 2002 respektive 2007, spelet portades också tillsammans med resten av Final Fantasy Legend-trilogin till Nintendo Switch 2020 och senare till Android, iOS och Microsoft Windows 2021.